# Línea 6 (Metro de Bruselas)
La línea 6 del Metro de Bruselas es una línea de ferrocarril metropolitano que conecta las estaciones Roi Baudouin/Koning Boudewijn y Élisabeth, dentro de la región de Bruselas-Capital.
Realiza un recorrido circular entre las estaciones Simonis y Élisabeth, las cuales, aunque en esencia son la misma, reciben nombres distintos para diferenciar el final de la línea. Este tramo es totalmente compartido con la línea 2 del Metro.

## Historia
El trazado de la línea 6 proviene del premetro que unía Madou y Porte de Namur/Naamsepoort inaugurado en 1970.[cita requerida] Tras sufrir varias ampliaciones en las dos décadas siguientes, se convirtió en una línea verdaderamente de metro en 1988. La reorganización de todas las líneas del suburbano en 2009 le dio la configuración actual.

## Recorrido

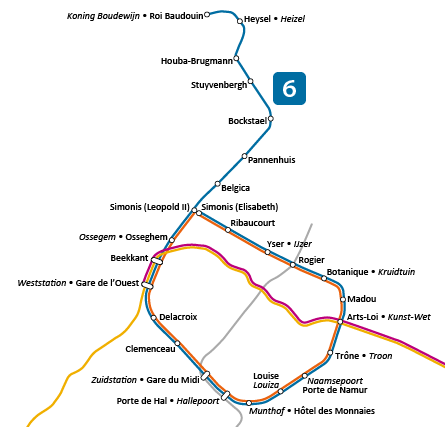
Plano de la línea 6, marcada en azul.

La línea 6 tiene el siguiente recorrido:
|  |   |  | Estación                      | Municipio                      | Correspondencias |
|  | - |  | ----------------------------- | ------------------------------ | ---------------- |
|  | o |  | Roi Baudouin/Koning Boudewijn | Bruselas (Laeken)              |                  |
|  | o |  | Heysel/Heizel                 | Bruselas (Laeken)              |                  |
|  | o |  | Houba-Brugmann                | Bruselas (Laeken)              |                  |
|  | o |  | Stuyvenbergh                  | Bruselas (Laeken)              |                  |
|  | o |  | Bockstael                     | Bruselas (Laeken)              |                  |
|  | o |  | Pannenhuis                    | Bruselas (Laeken)              |                  |
|  | o |  | Belgica                       | Jette/Molenbeek                |                  |
|  | o |  | Simonis                       | Koekelberg                     |                  |
|  | o |  | Osseghem                      | Molenbeek                      |                  |
|  | o |  | Beekkant                      | Molenbeek                      |                  |
|  | o |  | Gare de l'Ouest/Weststation   | Molenbeek                      |                  |
|  | o |  | Delacroix                     | Anderlecht                     |                  |
|  | o |  | Clemenceau                    | Anderlecht                     |                  |
|  | o |  | Gare du Midi/Zuidstation      | Saint-Gilles                   |                  |
|  | o |  | Porte de Hal/Hallepoort       | Bruselas/Saint-Gilles          |                  |
|  | o |  | Hôtel des Monnaies/Munthof    | Bruselas/Saint-Gilles          |                  |
|  | o |  | Louise/Louiza                 | Bruselas/Saint-Gilles          |                  |
|  | o |  | Porte de Namur/Naamsepoort    | Bruselas/Ixelles               |                  |
|  | o |  | Trône/Troon                   | Bruselas                       |                  |
|  | o |  | Arts-Loi/Kunst-Wet            | Bruselas                       |                  |
|  | o |  | Madou                         | Bruselas/Saint-Josse-ten-Noode |                  |
|  | o |  | Botanique/Kruidtuin           | Saint-Josse-ten-Noode          |                  |
|  | o |  | Rogier                        | Bruselas/Saint-Josse-ten-Noode |                  |
|  | o |  | Yser/IJzer                    | Bruselas                       |                  |
|  | o |  | Ribaucourt                    | Molenbeek                      |                  |
|  | o |  | Élisabeth (Simonis)           | Koekelberg                     |                  |